# Mads Gilbert
Mads Fredrik Gilbert (* 2. června 1947) je norský lékař a humanitární pracovník.
Dr. Gilbert je specialistou v anesteziologii, je profesorem urgentní medicíny na univerzitě v Tromsø a má širokou škálu zkušeností z mezinárodní humanitární práce. Od 70. let se aktivně podílí na pomoci Palestincům a několik let působil jako lékař na palestinských územích a v Libanonu pro NORWAC. Jeho kniha o válce v Gaze, Eyes on Gaza (2009), byla přeložena do několika jazyků. Dne 6. května 2013 jmenoval král Harald V. Gilberta nositelem řádu sv. Olafa za jeho „rozsáhlé služby urgentní medicíně“.